# Kurfurst Fredrik den vises hjortjakt
Kurfurst Fredrik den vises hjortjakt (tyska: Hirschjagd des Kurfürsten Friedrich d. Weisen) är en oljemålning av den tyske renässanskonstnären Lucas Cranach den äldre. Den målades 1529 och ingår i Kunsthistorisches Museums samlingar i Wien. Den tros vara den äldsta bevarade av den serie jaktmålningar som Cranach och hans verkstad utförde.

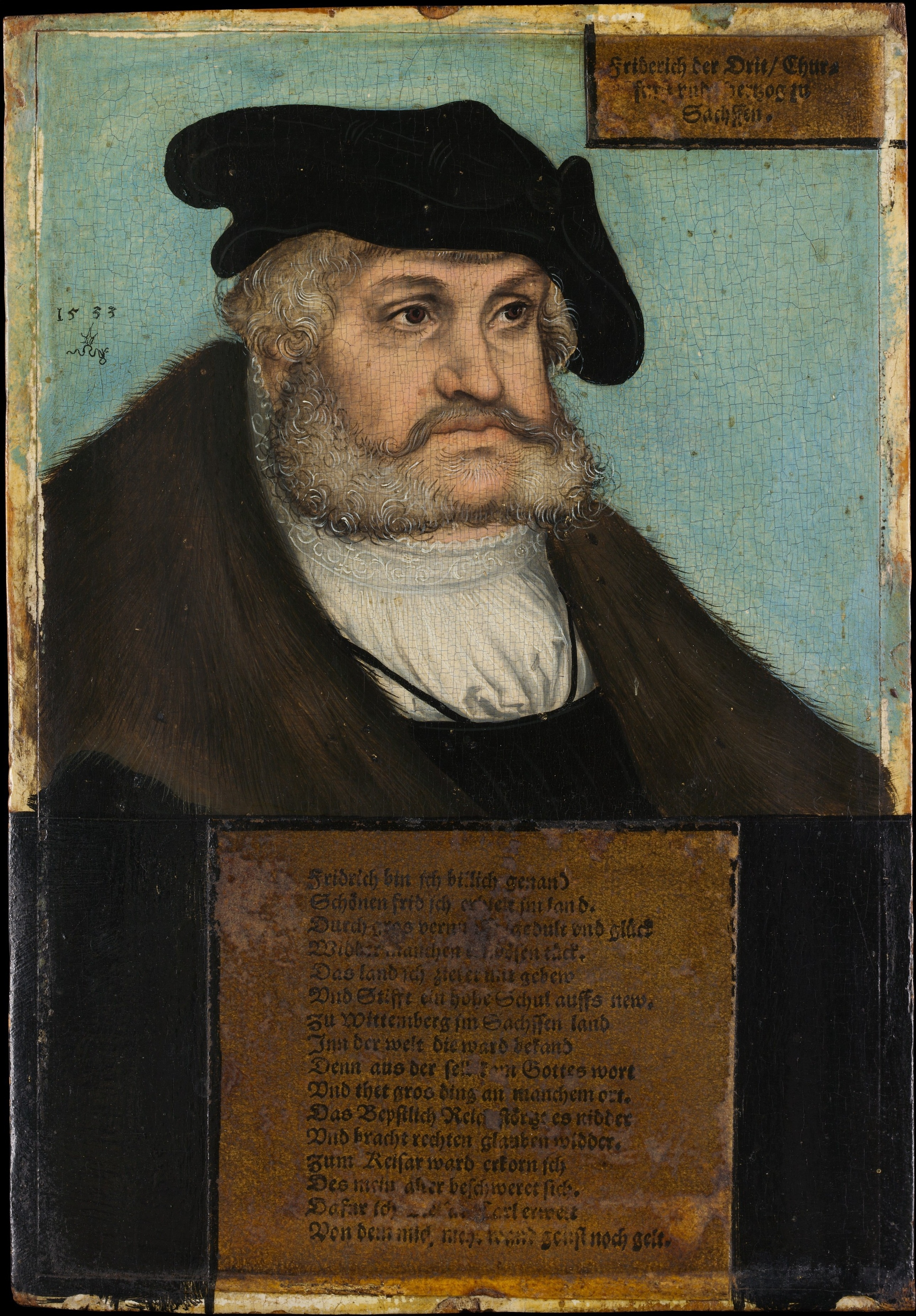
Fredrik III, den vise, kurfurste av Sachsen, målad 1533 av Cranach. Metropolitan Museum of Art.

Cranach föddes i Kronach (därav sitt namn) och var från 1505 bosatt i Wittenberg där han blev hovmålare hos kurfursten Fredrik den vise och dennes efterträdare. Kurfursten och hans familj beställde många målningar av Cranach, såväl porträtt som genremålningar såsom dessa jaktscener. Utmärkande för jaktmålningarna är den schematiska och naiva framställningen som inte ens i sin samtid upplevdes realistisk. Detta var dock medvetet och verken syftade främst till att vara minnesbilder av storslagna jakter som var viktiga sociala händelser inom aristokratin. Som konstnär var Cranach skicklig både vad gäller porträtt och landskap (som ung tillhörde han Donauskolan).
I Wienmålningen avbildas i nedre förgrunden från vänster Johan Fredrik I av Sachsen (Fredrik den vises brorson), Fredrik den vise, kejsar Maximilian I och Johan den ståndaktige. Fredrik den vise dog 1525 och var således redan död vid målningens tillkomst. Beställare bör därför ha varit hans bror och efterträdare Johan den ståndaktige som i sin tur efterträddes 1532 av sin son Johan Fredrik I. Även kejsar Maximilian I var död vid målningens färdigställande och möjligen skildrar bilden en händelse som inträffade redan 1497 då den sachsiska furstefamiljen besökte Maximilian i Innsbruck. Slottet i bakgrunden tros dock vara Schloss Manfeld (idag en ruin) i staden med samma namn. Glasgow- och Baselmålningarna är närmast identiska i sina bildkompositioner och är möjligen 1600-talskopior av Wienmålningen. Alla tre verken är daterade 1529 och signerade med Cranachs bevingade drake i trädstammen i förgrundens mitt. Även den odaterade Köpenhamnsmålningen är snarlik, men saknar kungligheter i förgrunden. Möjligen utgjorde den en förlaga för de många versioner som Cranach och hans produktiva verkstad utförde under 1530- och 1540-talen.
Linköpingsversionen benämns Hjortjakten, är skadad och endast högra halvan av målningen återstår. Där porträtteras kurfurst Johan Fredrik I och hans hustru Sibylla av Kleve. I 1540-tals målningarna är det Hartenfels slott och staden Torgau som syns i bakgrunden. Troligen har kurfurst Johan Fredrik använt tavlorna som gåvor till prominenta gäster. Kejsar Karl V porträtteras i den andra Wienmålningen (1544) och första Madridmålningen (1544). I den förra avbildas också Fredrik II av Pfalz i persongalleriet, hans vapen återfinns i det övre vänsterhörnet och troligtvis var målningen en gåva till honom. Madridmålningarna var gåvor till Karl V respektive hans yngre bror och sedermera efterträdare Ferdinand I. Dessa kejserliga jakter torde aldrig ha ägt rum utan syftet med verken tros snarare ha varit att signalera rätten till den sachsiska kurfurstevärdigheten och makt i en orolig tid. Bara ett par år senare blev den protestantiske kurfursten avsatt efter katolikernas seger i slaget vid Mühlberg och såväl han som Cranach tvungna att lämna Wittenberg.     

## Olika versioner
| Bild | Titel | År                                | Teknik                  | Format (cm)   | Samling                             |
| ---- | --- | --------------------------------- | ----------------------- | ------------- | ----------------------------------- |
|      | Hirschjagd des Kurfürsten Friedrich d. Weisen (Kurfurst Fredrik den vises hjortjakt)                          | 1529                              | målning på pannå (lind) | 80 × 114      | Kunsthistorisches Museum, Wien      |
|      | Kurfyrst Frederik den Vise (1463–1525) af Sachsen's jagt (Kurfurst Fredrik den vise av Sachsens jakt)         | efter 1529                        | olja på träpannå        | 56,5 x 80,5   | Statens Museum for Kunst, Köpenhamn |
|      | Hjortjakten                                                                                                   | cirka 1530–1540                   | olja på träpannå        | 83 x 56       | Östergötlands museum, Linköping     |
|      | Hunting near Hartenfels Castle (Jakt vid Hartenfels slott)                                                    | 1540                              | olja på pannå (masonit) | 116,8 x 170,2 | Cleveland Museum of Art             |
|      | Hirschjagd des Kurfürsten Johann Friedrich                                                                    | 1544                              | olja på lindpannå       | 116 × 176,5   | Kunsthistorisches Museum, Wien      |
|      | Cacería en el castillo de Torgau en honor de Carlos V (Jakt vid slottet i Torgau för att hedra Karl V)        | 1544                              | olja på pannå           | 114 × 175     | Pradomuseet, Madrid                 |
|      | Cacería en el castillo de Torgau en honor de Fernando I (Jakt vid slottet i Torgau för att hedra Ferdinand I) | 1545                              | olja på pannå           | 118 × 177     | Pradomuseet, Madrid                 |
|      | Hirschjagd Friedrichs des Weisen mit Kaiser Maximilian I.                                                     | cirka 1600 (kopia)                | olja på pannå (ek)      | 86,5 x 123    | Kunstmuseum Basel                   |
|      | The Stag Hunt (Hjortjakten)                                                                                   | 1529 (alternativt 1600-talskopia) | olja på träpannå        | 83,2 x 119,5  | Burrell Collection, Glasgow         |